# Ain Kansra
Ain Kansra (franska: Ain Kansra (CR), Ain Kansra (Commune Rurale), arabiska: صفرو (البلدية)) är en kommun i Marocko.   Den ligger i provinsen Moulay Yacoub och regionen Fès-Meknès, i den nordöstra delen av landet, 180 km öster om huvudstaden Rabat. Antalet invånare är 11 534.